# سيرجيو فالي-أورتيز
سيرجيو فالي-أورتيز (بالإنجليزية: Sergio Valle-Ortiz)‏ هو لاعب كرة قدم أمريكي في مركز الهجوم، ولد في 16 يناير 1988 في الولايات المتحدة. لعب مع San Diego Flash ‏.